# Лопеви (вулкан)
Лопеви — действующий вулкан в Вануату. Находится на одноимённом острове, который и образовал.
Активный стратовулкан, небольшой кратер которого, включая туфовый конус, имеет разлом в северо-западной части. Высота над уровнем моря — 1413 м.
Первое задокументированное извержение произошло в 1863 году. До конца 1950-х годов остров был обитаем, но из-за частых извержений вулкана все жители переселились на соседние острова Паама и Эпи.